# Kompetenzzentrum Gebirgsdienst der Armee
Das Kompetenzzentrum Gebirgsdienst der Armee (Komp Zen Geb D A) ist ein Kommando des Lehrverbands Infanterie der Schweizer Armee. Es ist für die Ausbildung und Weiterentwicklung des militärischen Gebirgs- und Lawinendienstes in der gesamten Armee verantwortlich. Zudem stellt das Komp Zen Geb D A die permanente Einsatzbereitschaft mit Gebirgsspezialisten für Such- und Rettungseinsätze im gekammerten, gebirgigen Gelände sicher. Das Komp Zen Geb D A ist in Andermatt stationiert und wird aktuell von Oberst Ralf Regli geführt.

## Geschichte
Mit der Armeereform Armee XXI wurden viele Truppenverbände mit alpiner Tradition aufgehoben. Im Rahmen einer neuen Beurteilung der wahrscheinlichsten Bedrohungs- und Einsatzszenarien, wurde der Gebirgsdienst der Armee in neuen Strukturen mit weniger Personal, aber deutlich höherem technischen Niveau im Komp Zen Geb D A als Nachfolge der Zentralen Gebirgskampfschule (ZGKS) zusammengefasst.

## Aufgaben
Die Aufgaben des Komp Zen Geb D A umfassen:
- die Grundausbildung aller Gebirgsspezialisten und Durchführung der Gebirgsspezialisten Rekruten- (Geb Spez RS 15) und Unteroffiziersschule (Geb Spez UOS 15), inklusive Durchdienerschule;
- die Weiterausbildung und Führung der Gebirgsspezialisten Abteilung 1 (Geb Spez Abt 1) im Fortbildungsdienst der Truppe (FDT);
- das Sicherstellen der permanenten Einsatzbereitschaft von Gebirgsspezialistenformationen für Such- und Rettungsaufgaben oder zur Ausbildungsunterstützung im Gebirgs- und Lawinendienst zu Gunsten der gesamten Armee;
- die Durchführung von nationalen und internationalen Ausbildungskursen im Bereich des militärischen Gebirgs- und Lawinendienstes und
- die Unterstützung und Beratung von militärischen und zivilen nationalen und internationalen Organisationen im Bereich Gebirgs- und Lawinendienst.

## Organisation
Das Komp Zen Geb D A besteht aus der Gebirgsspezialisten Schule 15 (Geb Spez S 15), der Gebirgsspezialisten Abteilung 1 (Geb Spez Abt 1), den Gebirgsspezialisten Bereitschaftsdetachement 104 und 204 (Geb Spez Det 104 und 204) und der Berufskomponente aus Berufsmilitärs, Fachlehrern und Bergführern.

### Gebirgsspezialisten Schule 15 (Geb Spez S 15)
Die Geb Spez S 15 bildet in jährlich zwei Rekrutenschulen (Geb Spez RS 15) und zwei Unteroffiziersschulen (Geb Spez UOS 15) Soldaten und Kader zu Gebirgsspezialisten der Armee aus. Diese werden nach der Ausbildung, je nach Dienstmodell, in die Geb Spez Abt 1 (Soldaten und Kader im WK-Modell) oder eines der Geb Spez Ber Det eingegliedert.

#### Vordienstliche Eignungsprüfung
Da die Ausbildung zum Gebirgspezialisten sehr umfassend ist, setzt die Aufnahme in die Geb Spez RS 15 das erfolgreiche Bestehen der vordienstlichen Eignungsprüfung voraus. Dazu werden, aufgrund begrenzter Plätze, jeweils nur die besten Anwärter der Eignungsprüfung aufgenommen. Die Eignungsprüfung ist sehr fordernd und testet die alpinistischen Fähigkeiten und Fachwissen der Bewerber, darunter
- Orientierung, Beurteilung alpiner Gefahren und erste Hilfe;
- Seilhandhabung, Grundknoten, Anseiltechniken (Fels, Eis), Abseilen;
- Felsklettern im Vorstieg mit Bergschuhen und Rucksack im französischen Schwierigkeitsgrad 5a/5b, mit Kletterfinken im Grad 5c+/6a+;
- Sporttest mit Hindernisbahn und
- Alpines Skifahren, solide Grundfähigkeiten abseits der Piste, sowie ein Aufstieg mit Ski und Rucksack (1500 Höhenmeter, auf Zeit);

### Gebirgsspezialisten Abteilung 1 (Geb Spez Abt 1)
Die Geb Spez Abt 1 ist ein Spezialistenverband. Sie ist die einzige ausschliesslich für das Hochgebirge ausgebildete Einheit der Schweizer Armee. Da der Gebirgsspezialist über das militärische Hochgebirgsabzeichen verfügt, kann es aufgrund des militärischen Grundsatzes «Funktion vor Grad» in Zusammenarbeit mit Gebirgsspezialisten dazu kommen, dass bereits Soldaten ranghöhere Angehörige der Armee führen.

## Kommandanten
| Funktionsjahre | Rang         | Name           | Bemerkung                                                     |
| -------------- | ------------ | -------------- | ------------------------------------------------------------- |
| 2012–2016      | Oberst i Gst | Ivo Burgener   | Burgener ist seit 2022 Chef der Schweizer Delegation der NNSC |
| 2016–2018      | Oberst i Gst | Daniel Steiner |                                                               |
| 2018–2020      | Oberst i Gst | Marco Mudry    | Oberst i Gst Mudry wurde Kdt Komp Zen Sport A                 |
| 2021–          | Oberst i Gst | Ralf Regli     |                                                               |